# Perdita boltoniae
Perdita boltoniae är en biart som först beskrevs av Robertson 1902.  Perdita boltoniae ingår i släktet Perdita och familjen grävbin. Inga underarter finns listade i Catalogue of Life.